# Aslög Lundgren-Langlet
Aslög Margareta Lundgren-Langlet, född 15 maj 1929 i Örträsks församling, död 23 januari 1993 i Malmö, var en svensk småskollärare och konstnär. 
Hon var dotter till Karl Lundgren och Gun Gerhard, och 1951–1956 gift med Louis Langlet. Lundgren-Langlet studerade konst för Isaac Grünewald 1949 och för André Lhote i Paris 1950 samt i Rom 1951. Hon medverkade 1952 i en samlingsutställning på Galleri 52 i Stockholm, samt separatutställningar i Lycksele. Hennes konst består av målade figurer och landskap med en dragning åt kubism utförda i pastell, olja eller akvarell. Hon är gravsatt i minneslunden på Sankt Pauli mellersta kyrkogård i Malmö.